# Nightfall (película de 1988)
Nightfall es una película de ciencia ficción estadounidense de 1988 basada en el cuento Nightfall de Isaac Asimov.

## Reparto
- David Birney como Aton
- Sarah Douglas como Roa
- Alexis Kanner como Sor
- Andra Millian como Ana

## Producción
Nightfall fue el cuento que ayudó a establecer la reputación de Isaac Asimov cuando se publicó en 1941. Julie Corman se enteró en 1979 cuando leyó una reseña de una antología de Asimov en The New York Times. Se sintió atraída por una historia "sobre personas que tienen dilemas morales reconocibles" y compró los derechos de pantalla. Roger Corman anunció en 1980 que haría la película con un presupuesto de $ 6 millones, coproduciendo con una compañía alemana.
Cuando Asimov rechazó la oportunidad de adaptar la historia él mismo, Julie Corman se acercó a Paul Mayersberg, entonces conocido por escribir El hombre que cayó a la Tierra. Pasó, así que ella probó con varios escritores diferentes.
"El problema era conseguir un guión que tuviera la esencia de Nightfall y que además tuviera personajes buenos e involucrados", dice Corman. "Algunos de los guiones que desarrollamos eran excelentes en los elementos de ciencia ficción, pero no eran muy visuales. En otras versiones, los personajes eran increíblemente buenos, pero la guerra filosófica de palabras de Asimov se había minimizado. En el camino. encontró los problemas de dinero habituales, por lo que el proyecto se dejó en un segundo plano".
En julio de 1987, Corman finalmente regresó a Mayersberg después de ver su debut como director, Captive (1986). Mayersberg acordó escribir el guion si podía dirigir. Corman estuvo de acuerdo. Mayersberg escribió el guion en cinco semanas en Londres y la película se rodó durante un período de ocho semanas en octubre de 1987.
Mayersberg dijo: "Creo que, en general, el cine no es un medio muy bueno para la ciencia ficción, es visual y, por lo tanto, no es muy imaginativo. Las películas no funcionan bien cuando se trata de representar grandes paisajes, por lo que adelante, el cine sólo puede mostrarte lo que existe, lo que ya podemos ver con nuestros ojos, si quieres imaginar una ciudad en el espacio, tienes que construir una maqueta y, francamente, parece una maqueta".
Los únicos personajes retenidos de la historia fueron Aton, un astrónomo y líder de la ciudad, y Sor, líder de los Creyentes (llamados Cultistas en la historia). Mayersberg creó el personaje femenino de Roa, que una vez estuvo casada con Aton pero lo dejó para convertirse en una de las discípulas de Sor. Maybersberg dijo que los dos hombres representan "la relación entre la ciencia y la religión como un medio para explicar el mundo. En cuanto al Día del Juicio, ¿cree usted en la visión religiosa o se suscribe a la visión científica de que no es más que un eclipse? y es parte del movimiento en el universo?".
El número de soles se redujo de seis en la historia a tres.
La película se rodó en un desarrollo arquitectónico orgánico en Arizona llamado Arcosanti. Las escenas también se rodaron en Cosanti, en las afueras de Scottsdale, y en el Bosque Nacional de Tonto. Algunos residentes de Arcosanti aparecieron como extras.
Mayersberg dijo: "En lugar de hardware y láseres, utilicé cuerdas, bandas elásticas y espadas de cristal, lo que sea que la gente que vivía en el planeta pudiera encontrar que pudiera existir o, en el caso de algo como una cometa, que pudiera construir. Quería omita totalmente el presente y trabaje en fusionar el pasado y el futuro".
Llovió durante tres de las cinco semanas de rodaje.
"Nightfall fue, para mí, una pizarra mental, no una secuencia de eventos", dice Mayersberg. "Traté de presentar eso en términos de la vida de los personajes y la forma en que se construye la película, que no se basa tanto en el diálogo como en la imagen. Tenía la intención de que la película tratara sobre las formas en que uno puede abordar una crisis de la vida. ¿Te vuelves loco, te vuelves racional, cobarde, arrojas la razón a los vientos? ¿Tratas de resolverlo, de repente te vuelves religioso? Esta es una historia en la que hay una especie de crisis nerviosa en la sociedad donde estas personas viven y cómo se las arreglan".

## Recepción
El Los Angeles Times escribió que "la mínima, de bajo presupuesto y alta, las altas pretensiones, Nightfall... se atenúa y se derrumba más rápido y más duro que una puesta de sol de invierno de Alaska. Tanto los fans del género como los reacios a las citas pueden encontrarla tan insufrible como cualquier película de ciencia ficción de esta década."
Julie Corman dijo más tarde que era uno de sus proyectos que deseaba poder rehacer con un presupuesto mayor. "Con un presupuesto bajo, fue un poco difícil crear ese mundo", dijo.

## Enlaces
- Reseña en Chicago Tribune
- Página en Turner Classic Movies
- Nightfall en Internet Movie Database (en inglés).
- Nightfall en BFI
- Reseña en Los Angeles Times
- Reseña en Mondo Digital
- Texto completo del cuento (en inglés)

- Datos: Q3210856